# Discografia formației Nirvana
Discografia formației Nirvana, o fostă formație de rock alternativ din Aberdeen, Washington, constă din 3 albume de studio, 21 de single-uri, 3 albume live, 2 extended playuri, 4 albume compilație, și 2 box seturi.
Nirvana a fost înființată în 1987 de vocalistul și chitaristul Kurt Cobain și basistul Krist Novoselic, poziția bateristului fiind ocupată de-a lungul timpului de diferiți muzicieni. Formația și-a lansat albumul de debut, Bleach, în 1989 la casa de discuri independentă Sub Pop. Ulterior, după ce a venit bateristul final Dave Grohl, și după ce formția a semnat cu filiala Geffen Records DGC Records, formația a lansat cel de-al doilea album de studio, Nevermind, care a devenit unul din cele mai bine vândute albume alternative din anii 1990 popularizând mișcarea grunge și muzica alternativă din Seattle. Cel de-al treilea album al formației, In Utero, la fel a devenit un succes comercial, deși nu a atins cifrele de vânzări ale albumului precedent Nevermind — precum și anticipau membrii formației. Nirvana s-a desființat în 1994 după moartea lui Kurt Cobain; iar de atunci o serie de lansări postmortem au fost emise de formație, care o dată a dus la un conflict juridic între văduva lui Cobain, Courtney Love, și membrii supraviețuitori ai formației, după lansarea piesei "You Know You're Right". În martie 2006, Courtney Love a vândut o parte semnificativă a drepturilor de autor la catalogul de publicare a Nirvanei lui Larry Mestel de la Primary Wave Music Publishing. De la debutul său, formația a vândut 26.410.000 de albume numai în Statele Unite, și peste 75 de milioane de înregistrări în întreaga lume.

## Albume

### Albume de studio
| An   | Detalii album                                                                          | Poziții în topuri | Poziții în topuri | Poziții în topuri | Poziții în topuri | Poziții în topuri | Poziții în topuri | Poziții în topuri | Poziții în topuri | Poziții în topuri | Poziții în topuri | Poziții în topuri | Poziții în topuri | Vânzări                                    | Certificări |
| An   | Detalii album                                                                          | US                | AUS               | AUT               | CAN               | FIN               | JPN               | NLD               | NZ                | NOR               | SWE               | SWI               | UK                | Vânzări                                    | Certificări |
| ---- | -------------------------------------------------------------------------------------- | ----------------- | ----------------- | ----------------- | ----------------- | ----------------- | ----------------- | ----------------- | ----------------- | ----------------- | ----------------- | ----------------- | ----------------- | ------------------------------------------ | --- |
| 1989 | Bleach - Lansat: 15 iunie 1989 - Label: Sub Pop (SP-34) - Formate: CD, casetă (CS), LP | 89                | 34                | 26                | —                 | 24                | 46                | —                 | 30                | —                 | —                 | —                 | 33                | - SUA: 1,7 milioane+ - Global: 5 milioane+ | - US: Platină - CAN: Aur - FRA: 2× Aur - UK: Platină                                                                                               |
| 1991 | Nevermind - Lansat: 24 septembrie 1991 - Label: DGC (24425) - Formate: CD, CS, LP      | 1                 | 1                 | 2                 | 1                 | 1                 | 24                | 3                 | 2                 | 2                 | 1                 | 2                 | 5                 | - SUA: 11,5 milioane - Global: 30 milioane | - SUA: Diamant - AUT: Platină - BRA: Platină - CAN: Diamant - FIN: Aur - FRA: Diamant - GER: 2× Platină - SWE: Aur - SWI: Platină - UK: 4× Platină |
| 1993 | In Utero - Lansat: 21 septembrie 1993 - Labeluri: DGC (24607) - Formate: CD, CS, LP    | 1                 | 2                 | 8                 | 3                 | 5                 | 13                | 4                 | 3                 | 7                 | 1                 | 16                | 1                 | - SUA: 4,2 milioane - Global: 15 milioane  | - SUA: 5× Platină - AUT: Aur - AUS: 2× Platină - BRA: Aur - CAN: 6× Platină - FRA: Platină - GER: Aur - NOR: Aur - SWE: Aur - UK: Platină          |

### Albume live
| An   | Detalii album | Poziții în topuri | Poziții în topuri | Poziții în topuri | Poziții în topuri | Poziții în topuri | Poziții în topuri | Poziții în topuri | Poziții în topuri | Poziții în topuri | Poziții în topuri | Poziții în topuri | Poziții în topuri | Vânzări               | Certificări |
| An   | Detalii album | US                | AUS               | AUT               | CAN               | FIN               | JPN               | NLD               | NZ                | NOR               | SWE               | SWI               | UK                | Vânzări               | Certificări |
| ---- | --- | ----------------- | ----------------- | ----------------- | ----------------- | ----------------- | ----------------- | ----------------- | ----------------- | ----------------- | ----------------- | ----------------- | ----------------- | --------------------- | --- |
| 1994 | MTV Unplugged in New York - Lansat: 1 noiembrie 1994 - Labeluri: DGC, Geffen (24727) - Formate: CD, CS, LP           | 1                 | 1                 | 1                 | 1                 | 3                 | 20                | 2                 | 1                 | 6                 | 2                 | 3                 | 1                 | - SUA: 6.8 milioane+  | - SUA: 5× Platină - AUT: 2× Platină - BRA: Platină - CAN: 9× Platină - EU: 2× Platină - FIN: Aur - FRA: 2× Platină - NOR: Platină - SPA: 2× Platină - SWE: Aur - SWI: 2× Platină - UK: 2× Platină |
| 1996 | From the Muddy Banks of the Wishkah - Lansat: 1 octombrie 1996 - Labeluri: DGC, Geffen (25105) - Formate: CD, CS, LP | 1                 | 1                 | 3                 | 1                 | 2                 | 12                | 3                 | 2                 | 8                 | 6                 | 9                 | 4                 | - SUA: 1,15 milioane+ | - SUA: Platină - AUT: Aur - CAN: 2× Platină - FRA: 2× Aur - UK: Aur |
| 2009 | Live at Reading - Lansat: 3 noiembrie 2009 - Label: Geffen (B0013503-02) (B0013501-00) - Formate: CD, CD+DVD, 2×LP   | 37                | —                 | 28                | 17                | —                 | 7                 | 64                | 33                | 28                | —                 | 97                | 32                |                       | - UK: Argint |

### Albume compilații
| An                                                                                                  | Detalii album | Poziții în topuri | Poziții în topuri | Poziții în topuri | Poziții în topuri | Poziții în topuri | Poziții în topuri | Poziții în topuri | Poziții în topuri | Poziții în topuri | Poziții în topuri | Poziții în topuri | Poziții în topuri | Poziții în topuri     | Vânzări | Certificări |
| An                                                                                                  | Detalii album | US                | AUS               | AUT               | CAN               | FIN               | JPN               | NLD               | NZ                | NOR               | SWE               | SWI               | UK                |                       | Vânzări | Certificări |
| --------------------------------------------------------------------------------------------------- | --- | ----------------- | ----------------- | ----------------- | ----------------- | ----------------- | ----------------- | ----------------- | ----------------- | ----------------- | ----------------- | ----------------- | ----------------- | --------------------- | --- | ----------- |
| 1992                                                                                                | Incesticide - Lansat: 12 decembrie 1992 - Labeluri: Sub Pop, DGC (24504) - Formate: CD, CS, LP                            | 39                | 22                | 10                | 21                | 18                | 50                | 31                | 23                | —                 | 27                | 18                | 14                | - SUA: 1,13 milioane+ | - SUA: Platină - CAN: 2× Platină - FRA: Aur - UK: Platină |             |
| 2002                                                                                                | Nirvana - Lansat: 29 octombrie 2002 - Labeluri: DGC, Geffen (25105) - Formate: CD, CS, LP                                 | 3                 | 1                 | 1                 | 2                 | 9                 | 6                 | 12                | 2                 | 5                 | 10                | 2                 | 3                 | - SUA: 2,2 milioane+  | - SUA: Platină - AUS: 4× Platină - AUT: Platină - BRA: Platină - EU: 2× Platină - FIN: Aur - FRA: Aur - NOR: Platină - SPA: Aur - SWE: Aur - SWI: Platină - UK: 2× Platină |             |
| 2005                                                                                                | Sliver: The Best of the Box - Lansat: 1 noiembrie 2005 - Labeluri: DGC, Geffen (000561702), Universal (1190) - Format: CD | 21                | 95                | 26                | —                 | —                 | 33                | —                 | —                 | —                 | —                 | 87                | 56                | - SUA: 38,000+        | |             |
| 2010                                                                                                | Icon - Lansat: 31 august 2010 - Label: Universal - Format: CD                                                             | —                 | —                 | —                 | —                 | —                 | —                 | —                 | —                 | —                 | —                 | —                 | —                 |                       | |             |
| "—" denotă că lansarea nu a avut poziții de top în clasamente sau nu a fost lansată în această zonă | |                   |                   |                   |                   |                   |                   |                   |                   |                   |                   |                   |                   |                       | |             |

## Box set-uri
| An                                                                                                  | Detalii album | Poziții în topuri | Poziții în topuri | Poziții în topuri | Poziții în topuri | Poziții în topuri | Poziții în topuri | Poziții în topuri | Poziții în topuri | Poziții în topuri | Poziții în topuri | Poziții în topuri | Poziții în topuri | Vânzări         | Certificări    |
| An                                                                                                  | Detalii album | US                | AUS               | AUT               | CAN               | FRA               | JPN               | NLD               | NZ                | NOR               | SWE               | SWI               | UK                | Vânzări         | Certificări    |
| --------------------------------------------------------------------------------------------------- | --- | ----------------- | ----------------- | ----------------- | ----------------- | ----------------- | ----------------- | ----------------- | ----------------- | ----------------- | ----------------- | ----------------- | ----------------- | --------------- | -------------- |
| 1995                                                                                                | Singles - Lansat: decembrie 1995 - Labeluri: DGC, Geffen (24901) - Format: 6×CD box set                                              | —                 | —                 | —                 | —                 | 17                | —                 | —                 | —                 | —                 | —                 | —                 | 101               |                 |                |
| 2004                                                                                                | With the Lights Out - Lansat: 23 noiembrie 2004 - Labeluri: DGC, Geffen (000372700), Universal (9864838) - Formate: 3×CD+DVD box set | 19                | —                 | 34                | 10                | 20                | 16                | 65                | 39                | 31                | —                 | 28                | 56                | - SUA: 925,000+ | - SUA: Platină |
| 2011                                                                                                | Nevermind: The Singles - Lansat: 25 noiembrie 2011 - Label: Universal - Format: 4 x 10" vinyl box set                                | —                 | —                 | —                 | —                 | —                 | —                 | —                 | —                 | —                 | —                 | —                 | —                 |                 |                |
| "—" denotă că lansarea nu a avut poziții de top în clasamente sau nu a fost lansată în această zonă | |                   |                   |                   |                   |                   |                   |                   |                   |                   |                   |                   |                   |                 |                |

## Extended play
| An                                                                                                   | Detalii EP                                                                            | Poziții în topuri | Poziții în topuri | Note |
| An                                                                                                   | Detalii EP                                                                            | AUS               | JPN               | Note |
| --- | ------------------------------------------------------------------------------------- | ----------------- | ----------------- | --- |
| 1989                                                                                                 | Blew - Lansat: decembrie 1989 - Label: Tupelo - Formate: 12-inch, CD                  | —                 | —                 | Blew a fost preconizat să fie lansat pentru a promova viitorul turneu european, dar acest plan a fost anulat și EP-ul a fost lansat doar în Marea Britanie.                                                                                    |
| 1992                                                                                                 | Hormoaning - Lansat: ianuarie 1992 - Labeluri: DGC, Geffen - Formate: 12-inch, CD, CS | 2                 | 67                | Hormoaning a fost lansat doar în Australia și Japonia, cu două versiuni cover diferite suplimentar la single, pentru a promova turneul formației în Pacific Rim. Hormoaning a fost re-lansat pentru Record Store Day 2011, ca ediție limitată. |
| "—" denotă că lansarea nu a avut poziții de top în clasamente sau nu a fost lansată în această zonă. |                                                                                       |                   |                   | |

## Single-uri

### Single-uri retail
| An                                                                                                   | Cântec                          | Poziții în topuri | Poziții în topuri | Poziții în topuri | Poziții în topuri | Poziții în topuri | Poziții în topuri | Poziții în topuri | Poziții în topuri | Poziții în topuri | Poziții în topuri | Poziții în topuri | Poziții în topuri | Poziții în topuri | Certificări                                           | Album                     |
| An                                                                                                   | Cântec                          | US                | US Main           | US Mod            | AUS               | BEL               | CAN               | FIN               | FR                | IRE               | NLD               | NZ                | SWE               | UK                | Certificări                                           | Album                     |
| --- | ------------------------------- | ----------------- | ----------------- | ----------------- | ----------------- | ----------------- | ----------------- | ----------------- | ----------------- | ----------------- | ----------------- | ----------------- | ----------------- | ----------------- | ----------------------------------------------------- | ------------------------- |
| 1988                                                                                                 | "Love Buzz"[I]                  | —                 | —                 | —                 | —                 | —                 | —                 | —                 | —                 | —                 | —                 | —                 | —                 | —                 |                                                       | Bleach                    |
| 1990                                                                                                 | "Sliver"                        | —                 | —                 | 19                | —                 | —                 | —                 | —                 | —                 | 23                | —                 | —                 | —                 | 77                |                                                       | Single extra-album[II]    |
| 1991                                                                                                 | "Smells Like Teen Spirit"       | 6                 | 7                 | 1                 | 5                 | 1                 | 9                 | 9                 | 1                 | 15                | 3                 | 1                 | 3                 | 7                 | - SUA: Platină (fizic) - SUA: Aur (digital) - UK: Aur | Nevermind                 |
| 1992                                                                                                 | "Come as You Are"               | 32                | 3                 | 3                 | 25                | 15                | 27                | 12                | 12                | 7                 | 16                | 3                 | 24                | 9                 |                                                       | Nevermind                 |
| 1992                                                                                                 | "Lithium"                       | 64                | 16                | 25                | 54                | 28                | 83                | 3                 | —                 | 5                 | 17                | 28                | —                 | 11                |                                                       | Nevermind                 |
| 1992                                                                                                 | "In Bloom"                      | —                 | 5                 | —                 | 73                | —                 | —                 | —                 | —                 | 7                 | 87                | 20                | 30                | 28                |                                                       | Nevermind                 |
| 1993                                                                                                 | "Heart-Shaped Box"              | —                 | 4                 | 1                 | 21                | 31                | 17                | 14                | 37                | 6                 | 36                | 9                 | 16                | 5                 |                                                       | In Utero                  |
| 1993                                                                                                 | "All Apologies"/ "Rape Me"[III] | 45 [VII]          | 4                 | 1                 | 58                | 43                | 41                | —                 | 20                | 20                | —                 | 32                | —                 | 32                |                                                       | In Utero                  |
| 1994                                                                                                 | "Pennyroyal Tea"[IV]            | —                 | —                 | —                 | —                 | —                 | —                 | —                 | —                 | —                 | —                 | —                 | —                 | —                 |                                                       | In Utero                  |
| 1994                                                                                                 | "About a Girl"[V]               | 22 [VII]          | 3                 | 1                 | 4                 | 13                | 10                | 8                 | 23                | —                 | 22                | —                 | 20                | —                 |                                                       | MTV Unplugged in New York |
| 2002                                                                                                 | "You Know You're Right"[VI]     | 45                | 1                 | 1                 | —                 | —                 | —                 | —                 | —                 | —                 | —                 | —                 | —                 | —                 |                                                       | Nirvana                   |
| "—" denotă că lansarea nu a avut poziții de top în clasamente sau nu a fost lansată în această zonă. |                                 |                   |                   |                   |                   |                   |                   |                   |                   |                   |                   |                   |                   |                   |                                                       |                           |

- I ^ Limitat la 1000 copii retail numerotate și 200 copii promoționale.
- II ^ Deși "Sliver" a fost inițial lansat ca single independent la Sub Pop în 1990, el nu a intrat în toprui în Irlanda până la succesul Nevermind iar în Statele Unite până la apariția sa pe Incesticide.
- III^"All Apologies" și "Rape Me" au fost lansate împreună ca single pe două părți (A+B sides) și prin urmare poziționările single-ului sunt aplicate ambelor piese, dar poziția din Airplay Charts este doar pentru "All Apologies".
- IV ^ Anulat după moartea lui Kurt Cobain. Au fost lansate cantități limitate.
- V ^ Lansat doar în Europa și Australia.
- VI ^ Lansat doar ca single downloadabil și promoțional.
- VII^ Clasat în topul Billboard Hot 100 Airplay.

### Single-uri promoționale
| An                                                                                                   | Cântec                           | Topul Airplay | Topul Airplay | Topul Airplay | Topul Airplay | Topul Airplay | Topul Airplay | Topul Airplay | Topul Airplay | Album                               |
| An                                                                                                   | Cântec                           | US Air        | US Main       | US Mod        | BEL           | CAN           | CAN Alt.      | FIN           | FRA           | Album                               |
| --- | -------------------------------- | ------------- | ------------- | ------------- | ------------- | ------------- | ------------- | ------------- | ------------- | ----------------------------------- |
| 1991                                                                                                 | "On a Plain"[V]                  | —             | —             | 25            | —             | —             | —             | —             | —             | Nevermind                           |
| 1992                                                                                                 | "Molly's Lips"[VI]               | —             | —             | —             | —             | —             | —             | —             | —             | Incesticide                         |
| 1994                                                                                                 | "The Man Who Sold the World"     | 39            | 12            | 6             | 40            | 22            | —             | —             | 34            | MTV Unplugged in New York           |
| 1994                                                                                                 | "Where Did You Sleep Last Night" | —             | —             | —             | —             | —             | —             | —             | 62            | MTV Unplugged in New York           |
| 1994                                                                                                 | "Lake of Fire"                   | —             | 22            | —             | —             | —             | 17            | —             | —             | MTV Unplugged in New York           |
| 1996                                                                                                 | "Aneurysm"                       | 63            | 11            | 13            | —             | 49            | 1             | 40            | —             | From the Muddy Banks of the Wishkah |
| 1996                                                                                                 | "Drain You"                      | —             | —             | —             | —             | —             | —             | —             | —             | From the Muddy Banks of the Wishkah |
| "—" denotă că lansarea nu a avut poziții de top în clasamente sau nu a fost lansată în această zonă. |                                  |               |               |               |               |               |               |               |               |                                     |

- V ^ Lansat doar în Statele Unite.
- VI ^ Lansat doar în Brazilia.

### Split singles
| 1991                                                                                                 | "Candy/Molly's Lips"               | The Fluid        | —  |
| 1991                                                                                                 | "Here She Comes Now/Venus in Furs" | The Melvins      | —  |
| 1993                                                                                                 | "Puss/Oh, the Guilt"               | The Jesus Lizard | 12 |
| "—" denotă că lansarea nu a avut poziții de top în clasamente sau nu a fost lansată în această zonă. |                                    |                  |    |

## Videoclipuri
| An   | Cântec                       | Regizor        |
| ---- | ---------------------------- | -------------- |
| 1990 | "In Bloom" (Sub Pop version) | Steve Brown    |
| 1991 | "Smells Like Teen Spirit"    | Samuel Bayer   |
| 1992 | "Come as You Are"            | Kevin Kerslake |
| 1992 | "Lithium"                    | Kevin Kerslake |
| 1992 | "In Bloom"                   | Kevin Kerslake |
| 1993 | "Sliver"                     | Kevin Kerslake |
| 1993 | "Heart-Shaped Box"           | Anton Corbijn  |
| 2002 | "You Know You're Right"      | Chris Hafner   |

## Albume video
| An                                                                                                   | Titlu | Poziții în topuri | Poziții în topuri | Poziții în topuri | Poziții în topuri | Poziții în topuri | Certificări                         |
| An                                                                                                   | Titlu | US                | AUS               | FIN               | NZ                | NOR               | Certificări                         |
| --- | --- | ----------------- | ----------------- | ----------------- | ----------------- | ----------------- | ----------------------------------- |
| 1994                                                                                                 | Live! Tonight! Sold Out!! - Lansat: 15 noiembrie 1994 - Label: Geffen - Format: VHS, Laserdisc               | —                 | —                 | —                 | —                 | —                 | - SUA: 3× Platină - CAN: 2× Platină |
| 2005                                                                                                 | Classic Albums: Nirvana – Nevermind - Lansat: 22 martie 2005 - Label: Eagle Rock Entertainment - Format: DVD | —                 | 13                | 3                 | —                 | 3                 | - SUA: Platină                      |
| 2006                                                                                                 | Live! Tonight! Sold Out!! - Lansat: 7 noiembrie 2006 - Label: Geffen - Format: DVD                           | 4                 | 9                 | —                 | 6                 | 6                 | - UK: 2× Platină                    |
| 2007                                                                                                 | MTV Unplugged in New York - Lansat: 20 noiembrie 2007 - Label: DGC - Format: DVD                             | 6                 | 3                 | —                 | —                 | 1                 | - UK: Platină - AUS: Platină        |
| 2009                                                                                                 | Live at Reading - Lansat: 2 noiembrie 2009 - Label: DGC - Format: DVD                                        | 1                 | 4                 | —                 | —                 | —                 | - AUS: Platină                      |
| 2011                                                                                                 | Live at the Paramount - Lansat: 27 septembrie 2011 - Label: DGC - Format: DVD, Blu-ray                       | 1                 | 1                 | 4                 | —                 | —                 |                                     |
| 2013                                                                                                 | Live and Loud - Lansat: 24 septembrie 2013 - Label: DGC - Format: DVD                                        | 1                 | 2                 | —                 | —                 | —                 |                                     |
| "—" denotă că lansarea nu a avut poziții de top în clasamente sau nu a fost lansată în această zonă. | |                   |                   |                   |                   |                   |                                     |

## Alte apariții
| An   | Cântec                                            | Album                                                   | Note |
| ---- | ------------------------------------------------- | ------------------------------------------------------- | --- |
| 1988 | "Spank Thru"                                      | Sub Pop 200                                             | O re-înregistrare a cântecului pentru prima dată interpretat în 1985 Illiteracy Will Prevail demo de membrii Nirvana ca Fecal Matter.                                                                                             |
| 1989 | "Mexican Seafood"                                 | Teriyaki Asthma, Vol. 1                                 | Lansat mai târziu pe Incesticide. |
| 1991 | "Beeswax"                                         | Kill Rock Stars                                         | Lansat mai târziu pe Incesticide. |
| 1991 | "Dive"                                            | The Grunge Years                                        | Lansat mai târziu pe Incesticide. |
| 1992 | "Do You Love Me?"                                 | Hard to Believe: Kiss Covers Compilation                | Cover pentru cântecul din 1976 al trupei Kiss. |
| 1993 | "Return of the Rat"                               | Eight Songs for Greg Sage and The Wipers                | Cover pentru cântecul din 1979 al trupei Wipers. Lansat mai târziu pe With the Lights Out. |
| 1993 | "Verse Chorus Verse"                              | No Alternative                                          | Contribuția formației Nirvana la compilația Red Hot AIDS Benefit Series a fost necreditată. Cântecul inițial s-a intitulat "Sappy", dar a fost redenumit înainte de lansare. Lansat mai târziu pe With the Lights Out ca "Sappy". |
| 1993 | "I Hate Myself and Want to Die"                   | The Beavis and Butt-head Experience                     | Înregistrat pe durata sesiunilor pentru In Utero. Această versiune de "I Hate Myself and Want to Die" a fost inclusă ca B-side pe single-ul anulat "Pennyroyal Tea" dar e diferită de versiunea existentă pe With the Lights Out. |
| 1994 | "Pay to Play"                                     | DGC Rarities, Vol. 1                                    | Lansat pe With the Lights Out, aceasta este o versiune timpurie a "Stay Away" care a fost un cântec de pe Nevermind. |
| 1994 | "Here She Comes Now"                              | Fifteen Minutes: A Tribute to the Velvet Underground    | Cover a unei piese din 1968 de Velvet Underground. Anterior lansat pe split single-ul "Here She Comes Now/Venus in Furs". Laansat ulterior pe With the Lights Out.                                                                |
| 1996 | "Come as You Are"                                 | Fender 50th Anniversary Guitar Legends                  | Anterior lansat pe Nevermind. |
| 1996 | "Radio Friendly Unit Shifter"                     | Home Alive: The Art of Self Defense                     | Versiune live de la un concert din Grenoble, Franța, 1994. |
| 1996 | "Negative Creep"                                  | Hype!                                                   | Lansat anterior pe Bleach. |
| 1998 | "Blew", "Love Buzz"                               | The Birth of Alternative Vol. 1                         | Lansat anterior pe Bleach. |
| 1998 | "About a Girl"                                    | The Birth of Alternative Vol. 2                         | Lansat anterior pe Bleach. |
| 1999 | "Rape Me"                                         | Saturday Night Live: The Musical Performances Vol. 2    | Versiunea live de la o apariție pe Saturday Night Live. |
| 2001 | "Smells Like Teen Spirit"                         | Music of the Millennium                                 | Lansat anterior pe Nevermind. |
| 2005 | "Something in the Way"                            | Jarhead (coloană sonoră)                                | Lansat anterior pe Nevermind. |
| 2010 | "Frances Farmer Will Have Her Revenge on Seattle" | Theme Time Radio Hour Season 3 With Your Host Bob Dylan | Lansat anterior pe In Utero. |

## Cântece nelansate
Courtney Love a declarat în mai 2002 că ea deține 109 casete nelansate făcute de Cobain, cu sau fără ceilalți membri Nirvana. Din aceste cântece, multe au fost lansate pe al 61-lea box set de piese With the Lights Out, cu trei piese "proaspăt descoperite", care apar pe compilația Sliver: The Best of the Box. În afară de restul de colecției lui Love, există o mulțime de melodii lansate neoficial de Nirvana, printre care versiuni cover și jam session, pe bootleguri.